# アゴン (ストラヴィンスキー)
『アゴン』 （Agon） は、イーゴリ・ストラヴィンスキーが1953年12月から1957年4月にかけて作曲したバレエ音楽、およびそれに基づくバレエ作品である。
ストラヴィンスキー最後のバレエ音楽になった（ただし、『洪水』の中でもバレエが部分的に使用されている）。ストラヴィンスキーの同時代の他の作品と同様、十二音技法が部分的に使われている。

## 概要
題名は「集まり・競争・闘争」などの意味を持つ古代ギリシア語の ἀγών に由来する。ストーリーは存在しない。
中央部分ではサラバンド、ガイヤルド、ブランルのような古い舞曲を組み合わせている。カースティンはストラヴィンスキーに17世紀のフランソワ・ド・ローズのダンス教本を送り、それを参考にしている。
音楽は部分的に十二音技法が使われているが、その割には聴きやすい。また、全体に12という数が象徴的に使われている。12の曲が前奏曲と2つの間奏曲によって3曲ずつ4部に分かれるように構成されている。またダンサーの数も12人（男4人・女8人）から構成される。
音列は A-G-G♯-F♯-F-E♭-D-C-C♯-B-E-B♭ で、第11音を除くと隣り合う音どうしがすべて全音または半音の音程を持つ。とくに最初の10個の音は、第2音と第9音を除くと半音と全音が交替に現れ、八音音階の下降形そのものである。

## 作曲の経緯
ニューヨーク・シティ・バレエ団のリンカーン・カースティンによる委嘱を受けて、ストラヴィンスキーは1953年12月に作曲を開始した。しかし作曲は『ディラン・トマス追悼』（1954年）および『カンティクム・サクルム』（1955年）によって中断された。1956年8月に滞在中のヴェネツィアで再開したが、かつての『夜鳴きうぐいす』の場合と同様、その間にストラヴィンスキーの音楽語法は大きく変化していたため、すでに作曲した部分もやり直す必要があった。同年10月から翌月にかけて血栓症で入院したために再び中断し、1957年4月末に完成した。

## 初演
演奏会初演は1957年6月17日に作曲者75歳の誕生日を祝う目的で行われたオール・ストラヴィンスキー演奏会にて、ロバート・クラフトの指揮により演奏された。バレエはジョージ・バランシンが振付け、同年12月1日にニューヨークにてニューヨーク・シティ・バレエ団により初演された。
ストラヴィンスキーは抽象的な内容の『アゴン』が観衆に受けるとは思っておらず、舞台での初演は観ないで出ていった。ところが実際には大成功であり、『アゴン』はモダニズムを代表する傑作としてニューヨーク・シティ・バレエ団だけでなく世界中のバレエ団体にとって重要なレパートリーとなった。
『アゴン』が大衆の人気を博し、批評家の評価もよかったことから、ニューヨーク・シティ・バレエ団はその後も十二音音楽をたびたび取り上げた。1959年にはアントン・ウェーベルンの音楽による『エピソード』を、1963年にはストラヴィンスキーの音楽による『ムーヴメンツ』をバレエとして上演している。

## 編成
フルート3（3奏者はピッコロ持ち替え）、オーボエ2、コーラングレ、クラリネット2、バスクラリネット、ファゴット2、コントラファゴット、ホルン4、トランペット4、テナートロンボーン2、バストロンボーン、マンドリン、ピアノ、ティンパニ、タムタム、シロフォン、カスタネット、ハープ、弦五部
演奏時間は約20分。

## 構成
- パ・ド・カトル（男4人）
- ダブル・パ・ド・カトル（女8人）
- トリプル・パ・ド・カトル（男4人・女8人）
- パ・ド・トロワ（前奏曲、男1人・女2人）
- サラバンド（男1人）
- ガイヤルド（女2人）
- コーダ（男1人・女2人）
- パ・ド・トロワ（間奏曲、男2人・女1人）
- ブランル・サンプル（男2人）
- ブランル・ゲー（女1人）
- ブランル・ダブル・ド・ポアトー（男2人・女1人）
- パ・ド・ドゥ（間奏曲で始まる、男1人・女1人）
- ダンス・ド・カトル・デュオ（男4人・女4人）
- ダンス・ド・カトル・トリオ（男4人・女8人）

前奏曲と2つの間奏曲はほぼ同じ内容である。
パ・ド・ドゥは特に長く、複雑な曲になっている。その後の2曲はごく短く、最後に冒頭の特徴的なファンファーレが帰ってくる。